# Ancy-Dornot
Ancy-Dornot község Franciaország Grand Est régiójában, Moselle megyében. Új községként 2016. január 1-jén jött létre Ancy-sur-Moselle és Dornot korábbi község egyesítésével.

## Népesség
| Lakosok száma | 1560 | 1539 | 1518 | 1509 | 1490 | 1474 |
|               | 2017 | 2018 | 2019 | 2020 | 2021 | 2022 |